# Falež
Falež je priimek v Sloveniji, ki ga je po podatkih Statističnega urada Republike Slovenije na dan 1. januarja 2010 uporabljalo 111 oseb in je med vsemi priimki po pogostosti uporabe uvrščen na 3.979. mesto.

## Znani nosilci priimka
- Cvetko Falež, izseljenec v Avstraliji; SSK &častni član društva Slovenija v svetu; urednik slovenske oddaje iz Canberre
- Štefan Falež (1920–2009), pravnik, turistični delavec, organitzator potovanj papeža Janeza Pavla II. in diplomat (prvi veleposlanik Slovenije v Vatikanu)